# Стенохиловые пауки
Стенохиловые пауки (лат. Stenochilidae) — совсем небольшое семейство пауков, насчитывающее всего 12 видов из 2 родов.

## Распространение
Распространены в Индонезии и Юго-Восточной Азии.

## Описание
Все виды производят не крибеллюмный (лат. cribellum) шёлк.

## Список родов
- Colopea Simon, 1893
  - Colopea laeta (Thorell, 1895) — Бирма, Таиланд
  - Colopea malayana Lehtinen, 1982 — Таиланд, Малайзия, Сингапур
  - Colopea pusilla (Simon, 1893) — Филиппинские острова
  - Colopea romantica Lehtinen, 1982 — о. Бали
  - Colopea silvestris Lehtinen, 1982 — Папуа-Новая Гвинея
  - Colopea tuberculata Platnick & Shadab, 1974 — о. Фиджи
  - Colopea unifoveata Lehtinen, 1982 — о. Борнео
  - Colopea virgata Lehtinen, 1982 — Таиланд, Вьетнам
  - Colopea xerophila Lehtinen, 1982 — Папуа-Новая Гвинея
- Stenochilus O. P-Cambridge, 1870
  - Stenochilus crocatus Simon, 1884 — Мьянма, Камбоджа, Шри-Ланка
  - Stenochilus hobsoni O. P.-Cambridge, 1870 — Индия
  - Stenochilus scutulatus Platnick & Shadab, 1974 — Индия